# 福岡県高等学校一覧
福岡県高等学校一覧（ふくおかけんこうとうがっこういちらん）とは、福岡県の高等学校一覧。

## 公立高等学校および公立中等教育学校

### 県立高等学校
通学区の概要は以下の通り。詳細は「福岡県立高等学校の通学区域に関する規則」を参照されたい。また、県教育委員会のウェブサイトにて各市町村／中学校校区から通学できる県立高校・学科等を確認できる。
- 全日制普通科（コース制・単位制課程除く）については、県内を13学区に分割した中学区制[3]。なお、一部の学校では学区外の近隣地域も通学区に含む。
- 理数科・英語科については、通学区は地区全域[4]。
- 上記以外の全日制普通科のコース制・単位制課程、専門学科、総合学科、定時制課程については、通学区は県内全域。
- 補充募集においては学区外の補充募集対象校へも出願できる（平成29年度から）。

#### 普通科高等学校
第一学区（築上郡、豊前市、京都郡、行橋市）
- 福岡県立築上西高等学校
- 福岡県立育徳館高等学校（福岡県立育徳館中学校を併設）
- 福岡県立京都高等学校

第二学区（北九州市門司区、小倉北区、小倉南区、戸畑区）
- 福岡県立門司学園高等学校（福岡県立門司学園中学校を併設）
- 福岡県立門司大翔館高等学校（単位制）
- 福岡県立小倉南高等学校
- 福岡県立小倉高等学校
- 福岡県立小倉西高等学校
- 福岡県立北九州高等学校
- 福岡県立小倉東高等学校
- 福岡県立戸畑高等学校

第三学区（北九州市若松区、八幡東区、八幡西区、遠賀郡、中間市）
- 福岡県立若松高等学校
- 福岡県立八幡高等学校
- 福岡県立八幡中央高等学校
- 福岡県立八幡南高等学校
- 福岡県立北筑高等学校
- 福岡県立東筑高等学校
- 福岡県立中間高等学校
- 福岡県立遠賀高等学校

第四学区（宗像市、福津市、糟屋郡、古賀市、福岡市東区、博多区のうち千代中・吉塚中・博多中の校区）
- 福岡県立宗像高等学校（福岡県立宗像中学校を併設）
- 福岡県立光陵高等学校
- 福岡県立玄界高等学校
- 福岡県立新宮高等学校
- 福岡県立須恵高等学校
- 福岡県立香住丘高等学校
- 福岡県立香椎高等学校
- 福岡県立福岡高等学校

第五学区（那珂川市、太宰府市、春日市、大野城市、筑紫野市、福岡市博多区のうち三筑中・板付中・那珂中・東光中・住吉中・東住吉中・席田中の校区、中央区のうち春吉中・高宮中・平尾中の校区、南区（ただし、長丘中の校区に関しては、長丘2丁目1番〜12番・15番〜21番・平和4丁目のみ））
- 福岡県立筑紫丘高等学校
- 福岡県立柏陵高等学校
- 福岡県立福岡中央高等学校
- 福岡県立春日高等学校
- 福岡県立太宰府高等学校
- 福岡県立筑紫中央高等学校
- 福岡県立武蔵台高等学校
- 福岡県立筑紫高等学校

第六学区（糸島市、福岡市城南区、早良区、西区、中央区のうち舞鶴中・警固中・当仁中・城西中・友泉中の校区、南区の長丘中の校区のうち第五学区以外の地域）
- 福岡県立城南高等学校
- 福岡県立修猷館高等学校
- 福岡県立早良高等学校
- 福岡県立玄洋高等学校
- 福岡県立筑前高等学校
- 福岡県立糸島高等学校

第七学区（うきは市、朝倉市、朝倉郡、久留米市のうち田主丸中の校区）
- 福岡県立浮羽究真館高等学校
- 福岡県立朝倉高等学校
- 福岡県立朝倉東高等学校
- 福岡県立朝倉光陽高等学校

第八学区（三井郡、小郡市、久留米市（田主丸中・三潴中・城島中の校区を除く））
- 福岡県立小郡高等学校
- 福岡県立三井高等学校
- 福岡県立明善高等学校
- 福岡県立久留米高等学校

第九学区（八女郡、八女市、筑後市）
- 福岡県立八女高等学校
- 福岡県立福島高等学校

第十学区（三潴郡、大川市、柳川市、みやま市、大牟田市、久留米市のうち三潴中・城島中の校区）
- 福岡県立三潴高等学校
- 福岡県立大川樟風高等学校
- 福岡県立伝習館高等学校
- 福岡県立山門高等学校
- 福岡県立三池高等学校
- 福岡県立大牟田北高等学校

第十一学区（田川市、田川郡）
- 福岡県立田川高等学校
- 福岡県立東鷹高等学校
- 福岡県立西田川高等学校

第十二学区（嘉麻市、飯塚市、嘉穂郡）
- 福岡県立嘉穂高等学校（福岡県立嘉穂高等学校附属中学校を併設）
- 福岡県立嘉穂東高等学校
- 福岡県立嘉穂総合高等学校

第十三学区（直方市、宮若市、鞍手郡）
- 福岡県立鞍手高等学校
- 福岡県立直方高等学校

#### 総合学科の高等学校
総合学科
- 福岡県立青豊高等学校
- 福岡県立福岡魁誠高等学校
- 福岡県立福岡講倫館高等学校
- 福岡県立ありあけ新世高等学校
- 福岡県立稲築志耕館高等学校
- 福岡県立鞍手竜徳高等学校

#### 職業系学科の高等学校
工業高等学校
- 福岡県立苅田工業高等学校
- 福岡県立小倉工業高等学校
- 福岡県立戸畑工業高等学校
- 福岡県立八幡工業高等学校
- 福岡県立香椎工業高等学校
- 福岡県立福岡工業高等学校
- 福岡県立三池工業高等学校
- 福岡県立八女工業高等学校
- 福岡県立浮羽工業高等学校

商業高等学校
- 福岡県立小倉商業高等学校
- 福岡県立若松商業高等学校
- 福岡県立宇美商業高等学校
- 福岡県立筑豊高等学校

農業高等学校
- 福岡県立福岡農業高等学校
- 福岡県立糸島農業高等学校
- 福岡県立八女農業高等学校

その他の職業系高等学校
- 福岡県立行橋高等学校
- 福岡県立折尾高等学校
- 福岡県立水産高等学校
- 福岡県立久留米筑水高等学校
- 福岡県立田川科学技術高等学校

#### 中等教育学校（後期課程）
- 福岡県立輝翔館中等教育学校（八女市）

#### 定時制・通信制のみの高等学校
- 福岡県立ひびき高等学校（定時制課程、単位制）
- 福岡県立博多青松高等学校（定時制課程ならびに通信制課程、単位制）
- 福岡県立嘉穂総合高等学校嘉麻市立大隈城山校（市町村立分校、昼間の定時制課程）

### 市町村立高等学校
- 福岡市立福翔高等学校
- 福岡市立博多工業高等学校
- 福岡市立福岡女子高等学校
- 福岡市立福岡西陵高等学校
- 北九州市立高等学校
- 久留米市立南筑高等学校
- 久留米市立久留米商業高等学校

※通学区は、福岡西陵高等学校と福岡女子高等学校（普通科）は福岡市・糸島市、それ以外は県内全域。

### 組合立高等学校
- 福岡県公立古賀竟成館高等学校（古賀竟成館高等学校組合（古賀市・福津市・新宮町）立学校）
- 久留米市外三市町高等学校組合立三井中央高等学校（久留米市外三市町高等学校組合立学校）

## 私立高等学校および私立中等教育学校

### 北九州地区
- 豊国学園高等学校（門司区）
- 敬愛高等学校（門司区）
- 美萩野女子高等学校（小倉北区）
- 東筑紫学園高等学校（小倉北区）
- 慶成高等学校（小倉北区）
- 真颯館高等学校（小倉北区）
- 西南女学院高等学校（小倉北区）
- 常磐高等学校（小倉南区）
- 明治学園高等学校（戸畑区）
- 高稜高等学校（若松区）
- 九州国際大学付属高等学校（八幡東区）
- 星琳高等学校（八幡西区）
- 自由ケ丘高等学校（八幡西区）
- 折尾愛真高等学校（八幡西区）
- 仰星学園高等学校（八幡西区）
- 希望が丘高等学校（中間市）

### 福岡地区
- 立花高等学校（東区）
- 福岡工業大学附属城東高等学校（東区）
- 九州産業大学付属九州高等学校（東区）
- 博多高等学校（東区）
- 博多女子高等学校（東区）
- 精華女子高等学校（博多区）
- 東福岡高等学校（博多区）
- 沖学園高等学校（博多区）
- 福岡大学附属若葉高等学校（中央区）
- 福岡雙葉高等学校（中央区）
- 福岡大学附属大濠高等学校（中央区）
- 筑紫女学園高等学校（中央区）
- 上智福岡高等学校（中央区）
- 福岡女学院高等学校（南区）
- 第一薬科大学付属高等学校（南区）
- 福岡第一高等学校（南区）
- 福岡海星女子学院高等学校（南区）
- 純真高等学校（南区）
- 中村学園女子高等学校（城南区）
- 西南学院高等学校（早良区）
- 中村学園三陽高等学校（西区）
- 福岡舞鶴高等学校（西区）
- 東海大学付属福岡高等学校（宗像市）
- 筑陽学園高等学校（太宰府市）
- 筑紫台高等学校（太宰府市）
- 福岡常葉高等学校（筑紫野市）
- 九州産業大学付属九州産業高等学校（筑紫野市）
- リンデンホールスクール中高学部（筑紫野市）
- 福岡女子商業高等学校（那珂川市）

### 筑後地区
- 久留米信愛高等学校（久留米市）
- 祐誠高等学校（久留米市）
- 久留米大学附設高等学校（久留米市）
- 久留米学園高等学校（久留米市）
- 西日本短期大学附属高等学校（八女市）
- 八女学院高等学校（八女市）
- 柳川高等学校（柳川市）
- 杉森高等学校（柳川市）
- 明光学園高等学校（大牟田市）
- 大牟田高等学校（大牟田市）
- 誠修高等学校（大牟田市）

### 筑豊地区
- 大和青藍高等学校（直方市）
- 飯塚高等学校（飯塚市）
- 近畿大学附属福岡高等学校（飯塚市、広域通信制課程を併設）
- 福智高等学校（田川市、広域通信制課程を併設）